# 殿中侍御史
殿中侍御史，中國古代官制。
秦初設侍御史，漢時再分為侍御史和治书侍御史。三國時，曹魏於殿中省置殿中侍御史，掌記錄朝廷動靜，糾彈百官朝儀。西晋時置四人，東晉時置六人。隋代避隋文帝生父杨忠讳，改殿中侍御史为殿内侍御史。
唐代又改為殿中侍御史，是御史臺所屬機構成員。唐宋兩朝，御史臺所屬機構有臺院、殿院和察院鼎三而立，分別由殿中侍御史、侍御史和監察御史任職。殿院內置殿中侍御史九人，與监察御史同稱为侍御。宋代沿置。明清朝廢此職。